# MSAN
Một điểm truy cập đa dịch vụ (MSAN) là một thiết bị tiêu biểu được đặt trong tổng đài điện thoại (đôi khi đặt trong tổng đài cabinet outdoor), nó kết nối đường dây điện thoại của khách hàng đến mạng lõi để cung cấp dịch vụ điện thoại, ISDN, và dịch vụ băng rộng như DSL từ một thiết bị duy nhất.
Khi MSAN chưa được triển khai sử dụng, các nhà cung cấp viễn thông có vô số thiết bị riêng lẻ như DSLAM để cung cấp cho khách hàng nhiều loại dịch vụ khách nhau. Việc tích hợp tất cả các dịch vụ vào một nút đơn, tiêu biểu là cách truyền đa hướng (backhaul) tất cả các dòng dữ liệu qua IP hoặc ATM, có thể cung cấp các dịch vụ mới cho khách hàng nhanh hơn và tiết kiệm chi phí hơn.
Tủ MSAN outdoor tiêu biểu bao gồm các dịch vụ băng hẹp (POTS), băng rộng (xDSL), nguồn ắc quy với máy nắn, đơn vị truyền dẫn quang và giá phân phối dây.